# Phoenix Beverages
 (mai 2021).
Si vous disposez d'ouvrages ou d'articles de référence ou si vous connaissez des sites web de qualité traitant du thème abordé ici, merci de compléter l'article en donnant les références utiles à sa vérifiabilité et en les liant à la section « Notes et références ».
Phoenix Beverages Limited, ou PBL, est un groupe mauricien spécialisé dans la fabrication et l'importation de boissons. 

## Produits
Il fabrique les bières Phoenix, Blue Marlin et Kings et importe des sodas et boissons comme celles de The Coca-Cola Company.

## Historique
Le groupe a été fondé en 1960.
Il a conservé pendant très longtemps le monopole de la bière à Maurice. Depuis le 8 août 2005, la société concurrente Universal Breweries Ltd commercialise la Black Eagle.
En mars 2016, elle achète au groupe Marbour sa filiale Edena.